# Janina Matylda Gajdzianka
Janina Matylda Gajdzianka, Janina Matylda Gajda (ur. 20 maja 1927 w Królewskiej Hucie, obecnie Chorzów, zm. 27 kwietnia 1970 w Chorzowie) – polska tancerka, solistka baletu Opery Śląskiej.

## Życiorys
Urodziła się 20 maja 1927 w Królewskiej Hucie (obecnie Chorzów) w rodzinie prokurenta. Ukończyła miejscową szkołę powszechną, w 1941 roku podjęła naukę w szkole zawodowej.
W 1942 roku, jako piętnastolatka rozpoczęła naukę w 3-letniej szkole baletowej przy Operze Katowickiej.
Po zakończeniu wojny, w maju 1945 roku, rozpoczęła pracę jako tancerka Śląskiego Teatru Muzycznego Walentego Śliwskiego i Stefana Gardy w Katowicach. Po utworzeniu Opery Katowickiej, która w 1949 zmieniła nazwę na Operę Śląską, wraz ze swym zespołem dostała w niej angaż.
Występowała na scenie - od października 1956 jako solistka - od początku istnienia Opery, aż do swojej śmierci. Tańczyła wiele znanych partii, ale jej najsłynniejszym występem była partia Księżnej Matki oraz Łabędzia w balecie „Jezioro łabędzie” Piotra Czajkowskiego, w choreografii Koryckiego. Widowisko to wystawiono na scenie Opery Śląskiej w Bytomiu w latach 60.
Zmarła nagle, 27 kwietnia 1970 roku, dwa dni po premierze baletu „Pan Twardowski”, w którym tańczyła partię Pani Twardowskiej.